# المدرسة الوطنية للإدارة (تونس)
المدرسة الوطنية للإدارة بتونس (بالفرنسية: École nationale d'administration أو اختصارا ENA)‏ هي مؤسسة تربوية تونسية تأسست في 1949، وترجع بالنظر لرئاسة الحكومة.

تتمثل مهمتها الأساسية في تكوين الإطارات والموظفين التونسيين، ولديها مركز للتكوين المستمر عن بعد، إضافة إلى وحدات تدريبية إضافية للإطارات ذوي الخبرة. توفر المدرسة أيضا وظيفة بحثية لفائدة الإدارة التونسية.

## التاريخ
أسست المدرسة التونسيّة للإدارة في 3 فبراير 1949 تحت الاستعمار الفرنسي بهدف إعداد المترشحين للمناظرات الإدارية فقط. تم تونسة المدرسة في 21 يونيو 1956، شهر بعد استقلال تونس، وأصبحت تسمى المدرسة القومية للإدارة ، وتوسعت مهمتها لتشمل سد حاجيات الإدارة التونسية من إطارات وأعوان من ذوي الجنسية التونسية لتعويض المناصب التي كانت من نصيب أصحاب الجنسية الفرنسية.

عند تكوينها، ترأس مجلس تطويرها الكاتب العام للحكومة التونسية، وبقية الأعضاء هم:
- القائد إسماعيل زويتن، ممثل الوزير الأول.
- محمد بن عمار، رئيس محكمة الوزارة.
- محمد الطاهر بن عاشور، شيخ جامع الزيتونة.
- لوسيان بي، مدير التعليم العام.
- بي. بي. بياتري، عضو القسم الفرنسي في المجلس الأكبر.
- محمود ياسين، عضو القسم التونسي في المجلس الأكبر.
- محمد عطية، مدير المدرسة الصادقية.
- بيار برتول، المفتش الفخري العام للمراقبات المدنية.
- شارل سوماني، المفتش العام للخدمات الإدارية.

شهدت المدرسة إصلاحات جوهرية في 1964 للاستجابة للحاجيات المتنامية للإدارة العمومية عبر تكوين مختلف أصناف الموظفين أو إنجاز الدراسات والبحوث الإدارية، فتم إحداث مرحلة عليا ومركز البحوث والدراسات الإدارية، بينما أعيد تنظيم المرحلة الوسطى. في 18 يناير 1964، دشن المقر الجديد للمدرسة من قبل الرئيس الحبيب بورقيبة.

في 1993، أحدثت منظومة التكوين المستمر عن بعد، والتي اعتمدت في 1995. في 1997، أحدث العديد من مراكز التكوين العمومية لتلبية احتياجات خصوصية لوزارات المالية والداخلية والتربية.

في 2004، تم إعادة هندسة نظام التكوين والمناظرات لمراحل التكوين الأساسي، وذلك بالاقتصار على ثلاث مراحل مشتركة عوضا على 11 مرحلة.

سنة 2007 شهدت إصلاحات جوهرية عبر إحداث معهد تنمية قدرات كبار الموظفين، وتكوين فريق بيداغوجي يتولى بالخصوص التنسيق في مجالي التدريس والتقويم، وإعادة هيكلة أنشطة البحوث والدراسات وإحداث مركز الخبرة والبحوث الإدارية (عوضا عن مركز البحوث والدراسات الإدارية)، وإحداث مركزية المناظرات وإدارة التعاون والتربصات، إلى جانب إدخال بعض الإصلاحات على مناظرة الدخول إلى المدرسة.

في 2012، أعيد تنقيح الأمر المتعلق بالتنظيم الإداري والمالي للمدرسة. في 2014 أحدثت الأكاديمية الدولية للحوكمة الرشيدة بالتعاون مع المؤسسة الألمانية للتعاون الدولي. في 2018، تم دعم إدارة التنظيم والأساليب والإعلامية وتحويلها إلى إدارة نظم المعلومات.

## الدراسة

### الالتحاق بالمدرسة
يكون الالتحاق بالمدرسة الوطنية للإدارة عبر مناظرة وطنية، مفتوحة للمتحصلين على شهادة ماجستير في العلوم الاقتصادية والتصرف والعلوم القانونية والسياسية والمهندسين في بعض الاختصاصات التي يتم ضبطها بقرار من رئيس الحكومة التونسية المتعلق بفتح المناظرة.

### التكوين الأساسي

#### المرحلة العليا
يهدف التكوين في المدرسة الوطنية للإدارة إلى:
- تكوين الإطارات العليا المكلفين بمهام التصور والتأطير والتنشيط والمراقبة والمدعوين لممارسة وظائف إدارية في رتبة مستشار المصالح العمومية أو رتب أخرى معادلة من الصنف الفرعي «أ1».
- الإعداد العلمي والتطبيقي لممارسة الوظائف العليا بمختلف الإدارات والمؤسسات العمومية وصقل قدرات التأطير والتسيير وفق مرامي سياسة الدولة في مجال تدعيم القدرات البشرية وتحديث الإدارة.

يدوم التكوين بالمرحلة العليا مدة 30 شهرا، تنقسم إلى ثلاثة فترات:
- الفترة الأولى: 12 شهرا تتضمن شهرا واحدا للراحة السنوية وثلاثة أشهر على الأكثر للقيام بتربصات وتخصص المدة المتبقية للدراسة والامتحانات.
- الفترة الثانية: 12 شهرا تتضمن شهرا واحدا للراحة السنوية وثلاثة أشهر على الأكثر للقيام بتربصات وتخصص المدة المتبقية للدراسة والامتحانات.
- الفترة الثالثة: 6 أشهر منها شهران على الأقل للقيام بتربص وتخصص المدة المتبقية لامتحانات التخرج وإعداد ومناقشة مذكرتي التربص واختتام الدراسة.

#### مرحلة تكوين الإطارات
يهدف تكوين الإطارات المتوسطة من الصنف الفرعي أ2 إلى إعداد وتأهيل المتكونين في مجالات التصرف الإداري والمالي للعمل بالمصالح الإدارية المركزية أو الجهوية أو المحلية.
تدوم مدة التكوين الإطارات المتوسطة من الصنف الفرعي أ2، 12 شهرا متتالية تتوزع كما يلي:
- دراسة لمدة تسعة أشهر تتوزع على فترتين: فترة تكوين ضمن الجذع المشترك تمتد لستة أشهر، وفترة تكوين تخصص تمتد لثلاثة أشهر.
- تربص لمدة ثلاث أشهر.

#### مرحلة تكوين الأعوان
تتولى المدرسة تكوين الأعوان من الصنف الفرعي أ3، وذلك في إطار إعدادهم للوظيفة والعمل بالمصالح الإدارية المركزية أو الجهوية أو المحلية أو بالمؤسسات العمومية ذات الصبغة الإدارية. يهدف التكوين بهذه المرحلة إلى إعداد وتدريب التلاميذ للقيام بالوظائف والأعمال الموكولة للأعوان من الصنف الفرعي أ3 وخاصة التكفل بخلايا الكتابة ومساعدة الإطارات الإدارية العليا للقيام بمهامهم.
تدوم الدراسة بهذه المرحلة 9 أشهر متتالية تتوزع كما يلي:
- دروس نظرية وتطبيقية لمدة 7 أشهر.
- أشغال ميدانية إعدادية للحياة المهنية لمدة شهران.

### التكوين المستمر

#### تطوير الكفاءات عن بعد والحضوري
يهدف التكوين المستمر إلى تطوير مهارات المتكونين وتنمية قدراتهم المهنية وتوظيفها بمراكز عملهم إثر انتهاء فترة التكوين من ناحية، ويكفل ترقيتهم في الهرم الإداري من ناحية ثانية.
ينتفع بالتكوين المستمر الموظفون الذين تتوفر فيهم الشروط التالية:
- المرسمون في رتبهم والمباشرون فعليا لعملهم والذين يشغلون رتبة من الصنف «ب» أو «أ3» أو «أ2».
- المنتمون لأحد الأسلاك الذي تم تنظيم مراحل التكوين لفائدة أعوانه بمقتضى قرار من الوزير المعني.

تؤمن المدرسة ثلاث مراحل للتكوين المستمر: مرحلة التكوين المستمر للارتقاء إلى رتبة متصرف مستشار والرتب المعادلة لها، ورتبة متصرف والرتب المعادلة لها، ورتبة ملحق إدارة والرتب المعادلة لها.
ينتظم التكوين المستمر إلى فترتين، فترة تحضيرية عن بعد يعد خلالها المتكون مجموعة من الوحدات ليتقدم بعد ذلك لاجتيازها خلال دورات الامتحانات التي تنظمها المدرسة مرة كل 6 أشهر. يتعين على المترشح النجاح في مجمل الوحدات القيمية التحضيرية حتى يتمكن من الالتحاق بالفترة الثانية. يتيح هذا النجاح إمكانية الترسيم بمرحلة التكوين المستمر الحضوري بالمدرسة التي تفتح بقرار من رئيس الحكومة. وللانتفاع بالتكوين الحضوري، يوضع الموظف في عطلة للتكوين المستمر لمدة:
- 4 أشهر لمرحلة التكوين للارتقاء إلى الرتب من الصنف الفرعي «أ3».
- 6 أشهر لمرحلتي التكوين للارتقاء إلى الرتب من الصنفين الفرعيين «أ2» و"أ1”.

يخضع جميع المتكونين في نهاية فترة التكوين إلى امتحانات كتابية وشفاهية لختم المرحلة. ويتم التصريح بالنتائج النهائية من قبل لجنة التخرج واقتراح الناجحين للتسمية في الرتبة الأعلى مباشرة.

#### الدورات التكوينية القصيرة الأمد
تتولى المدرسة الوطنية للإدارة تأمين دورات قصيرة الأمد لفائدة إطارات عدد من الوزارات ولفائدة عدد من الدول في نطاق التعاون الفني في مجالات التصرف الإداري الحديث. ينقسم التكوين قصير المدى إلى محورين: القانون والإدارة، التصرف العمومي.

تستعين المدرسة لتأمين هذه الدورات بعدد من الأساتذة الجامعيين والخبراء وبثلة من إطارات الدولة لتقديم محاضرات.

### معهد القيادة الإدارية
يهدف إحداث معهد القيادة الادارية إلى تحديث الإدارة التونسية وتعصير آليات عملها وذلك من خلال تطوير قدرات الإطارات الإدارية العليا. يتولى المعهدتنظيم أنشطة تهدف إلى تنمية قدرات الإطارات الإدارية العليا أساسا في المجالات ذات الصلة بالقيادة الإدارية وبالتصرف الإداري الحديث وبتقنيات التجديد الإداري. تشتمل مختلف البرامج والأنشطة التكوينية التي ينظمها المعهد على محاضرات منهجية وملتقيات وورشات عمل وزيارات دراسية، تندرج في إطار دورات وحلقات تكوينية.

### الأكاديمية الدولية للحوكمة الرشيدة
أحدثت الأكاديمية الدولية للحوكمة الرشيدة في 2014، وهي ثمرة التعاون التونسي الألماني، وتتولى تعزيز قدرات الإطارات الإدارية العليا وتطويرها في المستويات المركزية والجهوية والمحلية وذلك في إطار اتفاقيات تعاون دولية مع المؤسسات والدول الأجنبية بخصوص دعم الحوكمة الرشيدة. وينشط مختلف البرامج التكوينية خبراء من القطاعين العام والخاص والمجتمع المدني وإطارات إدارية وكفاءات جامعية من تونس ومن خارجها.

تفتح بالأكاديمية دورة تكوينية سنوية تشتمل بالخصوص على محاضرات وملتقيات وورشات عمل وزيارات ميدانية وتدريب بالخارج. يحدد موضوع الدورة وتاريخ انطلاقها وتاريخ اختتامها بمقتضى قرار من رئيس الحكومة وباقتراح من مدير المدرسة الوطنية.

تنظم الأكاديمية أيضا دورات تكوينية قصيرة المدى تتجسد في شكل ملتقيات إقليمية تشمل كامل ولايات الجمهورية وورشات عمل بالتعاون مع مؤسسات وطنية ومنظمات دولية.

## المراكز والأنشطة

### مركز الخبرة والبحوث الإدارية
تم إحداث مركز البحوث والدراسات الإدارية في 4 نوفمبر 1964، وغير إسمه في 2007 إلى مركز الخبرة والبحوث الإدارية.
ويتولى مركز الخبرة والبحوث الإدارية:
- القيام عند الطلب بدراسات لفائدة الإدارة والمؤسسات والمنشآت العمومية.
- القيام بدراسات مقارنة حول طرق التصرف العمومي والأنظمة الإدارية والعمل على نشرها.
- إنجاز بنك معلومات حول البحوث والدراسات المتعلقة بإصلاح الإدارة العمومية وتحديثها ومتابعة المستجدات في جميع ميادين التصرف العمومي.
- إعداد المؤلفات والمراجع البيداغوجية التي تساعد التلاميذ في دراستهم ونشرها.
- تسيير المكتبة والعمل على تطوير رصيدها من المراجع والمؤلفات المتعلقة بالإدارة العمومية والعلوم الإدارية وطرق التصرف العمومي
- تنظيم ملتقيات وندوات وأيام دراسية حول مواضيع تتعلق بالإدارة العمومية والعلوم الإدارية والتصرف العمومي.
- العمل على تدعيم التعاون مع المراكز المماثلة والشبكات الدولية والجامعات.

### المجلة التونسية للإدارة العمومية
أسست المجلة التونسية للإدارة العمومية هي مجلة علمية أكاديمية يصدرها مركز الخبرة والبحوث الإدارية بشكل دوري بوتيرة مرتين في السنة على الأقل، وهي تعنى بمختلف الدراسات والبحوث في شتى المجالات علوم قانونية وسياسية واجتماعيه مالية وجباية محلية وعمومية علوم اقتصادية، بحيث تمثل منبرا علميا أكاديميا مفتوحا لكل الباحثين، بهدف تجديد وتعميق الثقافة الإدارية وتبادل الخبرات وتدعيم التواصل والتحاور بين النخب الفكرية والعلمية والإدارية على الصعيدين الوطني والدولي.

### المكتبة
تعتبر مكتبة المدرسة الوطنية للإدارة مكتبة جامعية مختصة باعتبار احتوائها على رصيد وثائقي في ميادين العلوم الاجتماعية والاقتصادية وكل المسائل الحديثة المتعلقة بالتنمية الإدارية والتصرف الحديث وذلك قصد دعم وسائل التكوين وتوفير المراجع الضرورية للباحثين والمتعاملين مع مركز الخبرة والبحوث الإدارية من موظفين وتلامذة وباحثين، كما تتولى معالجة الوثائق الجديدة في أوعيتها الورقية والإلكترونية لتيسير التعامل الرقمي معها.

وتحتوي المكتبة على رصيد وثائقي باللغات العربية والفرنسية والانقليزية يقارب ال60 ألف عنوان، يتوزع على: 550 47 كتاب باللغة الفرنسية و3150 كتاب باللغة العربية و3155 كتاب باللغة الأنقليزية و3010 مذكرة.

## إحصائيات
| السنة   | رتبة مستشار للمصالح العمومية | رتبة متصرف مستشار | رتبة متصرف |
| ------- | ---------------------------- | ----------------- | ---------- |
| 1966    | 4                            | -                 | 2          |
| 1967    | 2                            | -                 | 1          |
| 1968    | 1                            | -                 | 2          |
| 1969    | -                            | -                 | -          |
| 1970    | -                            | -                 | -          |
| 1971    | 8                            | -                 | 3          |
| 1972    | 7                            | -                 | 2          |
| 1973    | 12                           | -                 | -          |
| 1974    | 8                            | -                 | 1          |
| 1975    | 11                           | -                 | -          |
| 1976    | 17                           | -                 | -          |
| 1977    | 6                            | -                 | -          |
| 1978    | 31                           | -                 | -          |
| 1979    | 43                           | -                 | 5          |
| 1980    | 25                           | -                 | -          |
| 1981    | 15                           | -                 | -          |
| 1982    | 29                           | -                 | 2          |
| 1983    | 45                           | -                 | 1          |
| 1984    | 41                           | -                 | 6          |
| 1985    | 33                           | -                 | -          |
| 1986    | 28                           | 2                 | -          |
| 1987    | 40                           | -                 | 4          |
| 1988    | 28                           | 4                 | 4          |
| 1989    | 4                            | 1                 | -          |
| 1990    | 39                           | 5                 | 4          |
| 1991    | 35                           | 8                 | -          |
| 1992    | 23                           | 1                 | -          |
| 1993    | 38                           | 3                 | -          |
| 1994    | -                            | -                 | -          |
| 1995    | 56                           | 13                | -          |
| 1996    | 37                           | 5                 | 1          |
| 1997    | 39                           | 5                 | -          |
| 1998    | 41                           | -                 | -          |
| 1999    | 55                           | 1                 | -          |
| 2000    | -                            | -                 | -          |
| 2001    | 43                           | -                 | -          |
| 2002    | 50                           | -                 | -          |
| 2003    | 61                           | -                 | -          |
| 2004    | 68                           | -                 | -          |
| 2005    | 72                           | 2                 | -          |
| 2006    | 35                           | -                 | 1          |
| 2007    | 47                           | 1                 | -          |
| 2008    | 48                           | -                 | -          |
| 2009    | -                            | -                 | -          |
| 2010    | 92                           | -                 | -          |
| 2011    | 49                           | -                 | -          |
| 2012    | 48                           | -                 | -          |
| 2013    | 47                           | -                 | -          |
| 2014    | 50                           | -                 | -          |
| 2015    | 97                           | -                 | -          |
| 2016    | 50                           | -                 | -          |
| 2017    | 48                           | -                 | -          |
| المجموع | 1706                         | 51                | 39         |

| السنة   | العدد |
| ------- | ----- |
| 2005    | 298   |
| 2006    | 172   |
| 2007    | 195   |
| 2008    | 146   |
| 2009    | 95    |
| 2010    | 148   |
| 2011    | 176   |
| 2014    | 291   |
| 2015    | 147   |
| المجموع | 1668  |

## الإدارة

### المديرين
| المدير                | تاريخ التعيين        |
| --------------------- | -------------------- |
| عفيف الهنداوي         | 2006 (حتى مارس 2013) |
| عبد السلام الكناني    |                      |
| ماهر السلامي          | 22 أبريل 2015        |
| عبد اللطيف حمام       | 25 أكتوبر 2017       |
| أسماء السحيري العبيدي | 10 ديسمبر 2018       |

### الميزانية
تقع ميزانية المدرسة الوطنية للإدارة ضمن ميزانية رئاسة الحكومة.
| السنة     | 2013      | 2014      | 2015      | 2016      | 2017 | 2018      | 2019      |
| الميزانية | ▲ 826 ألف | ▼ 660 ألف | ▼ 560 ألف | ▼ 520 ألف | -    | ▲ 820 ألف | ▼ 800 ألف |
| --------- | --------- | --------- | --------- | --------- | ---- | --------- | --------- |

## شخصيات
ملاحظة: تم تبجيل الصفة السياسية عن الصفة المهنية للمدرسين والطلبة أسفله.

### مدرسين
- وزراء: عبد الله القلال، غازي الجريبي، عثمان كشريد، خالد قدور، الناصر الغربي، سالم الميلادي، عبد الحميد التريكي، محمد كريم الجموسي
- سياسيون آخرون: الأمين المولاهي، عبد الرزاق بن خليفة، أنور بن خليفة
- محامون: محمد بن عمار
- مؤرخين: عثمان الكعاك
- أكاديميون: محمد صالح القاسمي

### طلبة
- وزراء: عبد الله القلال، الهادي المجدوب، بابية الشيحي، فائزة الكافي، محمد الجريء، منير جعيدان، محمد العقربي، الناصر الغربي، هشام الفراتي، كمال مرجان، توفيق بكار، محمد جغام، الحاج قلاعي، الشاذلي النفاتي، مختار الجلالي، فؤاد دغفوس، أحمد عمار الينباعي، رضا صفر، لمياء الزريبي، هشام المشيشي
- نواب: وليد البناني، الفرجاني الدغمان
- سياسيون آخرون: عباس محسن، محسن العروي، عبد الحكيم بوراوي، عبد الوهاب جمال، عبد الله التريكي، رضوان نويصر، عادل بن حسن، عبد الحي الصغير، أنور بن خليفة، فيصل قويعة، نور الدين زكري، أحمد زروق
- دبلوماسيون: محمد علي الشيحي
- اقتصاديون: مصطفى كمال النابلي
- مغنيات: أمال الحمروني

## روابط خارجية
- الموقع الرسمي.